# Espineta pitbruna
L'espineta pitbruna (Gerygone ruficollis) és un ocell de la família dels acantízids (Acanthizidae).

## Hàbitat i distribució
Habita els boscos oberts i bosquets de les muntanyes de Nova Guinea.